# ECMAScript
ECMAScript je skriptovací jazyk normovaný neziskovou organizací ECMA International podle specifikace ISO/IEC 16262:2011. Tento jazyk je využíván především na webových stránkách pro vytváření skriptů na straně klienta. Nyní jsou využívány především jeho implementace jako např. JavaScript, JScript a ActionScript.

## Historie
JavaScript byl původně vyvinut Brendanem Eichem ze společnosti Netscape a byl pojmenován Mocha, později LiveScript a nakonec JavaScript, jak jej známe dnes. V prosinci 1995, Sun Microsystems a Netscape oznámily oficiální vydání JavaScriptu a v březnu 1996 byl vydán webový prohlížeč Netscape Navigator 2.0, který JavaScript plně podporoval.
Vzhledem k velkému úspěchu JavaScriptu reagoval Microsoft vydáním kompatibilního jazyka jménem JScript. Byly přidány metody, které opravily tzv. Y2K problém (neboli problém s interpretací data, počínaje rokem 2000) a vycházely ze třídy Java Date. JScript byl plně podporován prohlížečem Internet Explorer 3.0, který byl vydán v srpnu 1996.
Microsoft následně dodal JScript společnosti ECMA International pro standardizaci a vytvoření specifikace ECMA-262, která začala v listopadu 1996. První verze ECMA-262 byla přijata na valném shromáždění společnosti ECMA v červnu 1997 a od té doby bylo vydáno několik dalších verzí.
V červnu 2004 publikovala Ecma International standard ECMA-357 definující rozšíření E4X (ECMAScript for XML) a ES-CP (Compact Profile pro ES, ECMA-327), které byly v roce 2015 zrušeny, protože nevyhovovaly verzi ES6.

## Verze
| Verze | Datum vydání  | Změny oproti předchozí verzi | Editor                             |
| ----- | ------------- | --- | ---------------------------------- |
| 1     | Červen 1997   | První verze | Guy L. Steele, Jr.                 |
| 2     | Červen 1998   | Pouze menší změny, které umožnily udržet specifikaci plně v normách ISO/IEC 16262 | Mike Cowlishaw                     |
| 3     | Prosinec 1999 | Přidány regulární výrazy, zlepšená práce s řetězci, nová kontrola deklarací, try/catch výjimky, přísnější definice syntaktických chyb, formátování pro číselné výstupy a další změny. | Mike Cowlishaw                     |
| 4     | Nevydána      | Od čtvrté edice bylo upuštěno, kvůli neshodám ohledně složitosti jazyka. Mnoho nových funkcí bylo kvůli tomu odebráno. Některé z nich jsou navržené pro zahrnutí do nové verze "Harmony". |                                    |
| 5     | Prosinec 2009 | Byl přidán tzv. "strict mode", funkce, která umožnila přísnější a účinnější detekci chyb. Tím bylo možné se vyvarovat chyb po překladu. Dále se zde objevily definice nových programátorských postupů, jako např. "getters" a "setters", což jsou typické konstrukty například objektového jazyka Java, nebo C++.                                                                           | Pratap Lakshman, Allen Wirfs-Brock |
| 5.1   | Červen 2011   | Tato edice 5.1 ECMAScript Standard funguje přesně dle mezinárodního standardu ISO/IEC 16262:2011 | Pratap Lakshman, Allen Wirfs-Brock |
| 6     | červen 2015   | Šestá edice přidává novou velmi významnou syntaxi pro psaní aplikací, která obsahuje třídy a moduly, jež jsou ale definovány sémanticky stejně jako v ECMAScript 5 strict mode. Mezi další nové funkce patří například iterátory, generátory výjimek a kolekce, což jsou opět velmi podobné, ne-li stejné funkce, jaké přináší moderní objektově orientované programovací jazyky Java, C++. | Allen Wirfs-Brock                  |
| 7     | červen 2016   | Sedmá edice oficiálně známá jako ECMAScript 2016 byla dokončena v červnu 2016. Z nových funkčností obsahuje např. exponenciální operátor (**) a Array.prototype.includes | Brian Terlson                      |
| 8     | červen 2017   | Osmá edice, oficiálně známá jako ECMAScript 2017 byla dokončena v červnu 2017. Nově obsahuje funkce async/await využívající generatory a promisy. |                                    |

## Syntaxe
Jak již bylo zmíněno, syntaxe ECMAScriptu je v mnohém podobná syntaxi programovacích jazyků Java nebo C++. 
Příklad práce s for cyklem:
```
var search = function(a, x) {
    for(i = 0; i < a.length; i++) {
        if (a[i] == x)
            return i;
} }
```

Objektově orientované programování (invokace metod):
```
window.setTitle(user.name);
```

Funkce ECMAScriptu jsou objekty a mohou být uložené jako proměnné, použité jako argumenty funkce a nebo vráceny jako výsledek. Tento fakt přináší výhodu v tom, že funkce a metody mohou importovat různé funkcionality volanému objektu.
```
var recent = posts.sort(function(a, b) {
                          return (a.date > b.date ? -1 : 1);
                      }).slice(0, 10);
```

Objekty mají prototypy:
```
function Car() { }
Car.prototype = new Object();
Car.prototype.wheels = 4;
Car.prototype.color = "black";

function RaceCar() { }
RaceCar.prototype = new Car();
RaceCar.prototype.color = "red";

var vroom = new RaceCar();
vroom.wheels // 4
vroom.color  // "red"
```

Vlastnost prototype obsahuje odkaz na takzvaný objektový prototyp, datovou strukturu definující vlastnosti a objekty společné všem objektům vytvořeným stejným konstruktorem.
Pole:
```
var digits = [3, 1, 4, 1, 5, 9];
```

Objekty:
```
var img = { width: 320, height:160, src: "images/es.png" };
```

Regulární výrazy:
```
var email = /([^@]+)@([^@]+)/;
```